# Генріх Меєр-Бюрдорф
Генріх Меєр-Бюрдорф (нім. Heinrich Meyer-Bürdorf; 13 грудня 1888, Кассель — 1 травня 1971, Кассель) — німецький воєначальник, генерал артилерії вермахту. Кавалер Лицарського хреста Залізного хреста.

## Біографія
8 березня 1908 року вступив в Прусську армію. Учасник Першої світової війни. Після демобілізації армії залишений в рейхсвері. З 1 жовтня 1934 року — вищий офіцер частин артилерійських частин 4-ї інспекції ОКГ. З 12 вересня 1939 року — командир 720-го артилерійського полку особливого призначення (моторизованого). З 1 лютого 1940 року — артилерійський командир 27. З 1 жовтня 1940 по 10 лютого 1944 року — командир 131-ї піхотної дивізії. З 1 лютого 1944 року — генерал артилерії при головнокомандувачі на Заході, з 22 квітня 1945 року — на Півдні.

## Звання
- Фанен-юнкер (8 березня 1908)
- Фенріх (19 листопада 1908)
- Лейтенант (19 серпня 1909; патент від 17 серпня 1907)
- Оберлейтенант (27 січня 1915)
- Гауптман (27 січня 1917)
- Майор (1 лютого 1930)
- Оберстлейтенант (1 лютого 1934)
- Оберст (1 січня 1936)
- Генерал-майор (1 жовтня 1939)
- Генерал-лейтенант (1 вересня 1941)
- Генерал артилерії (20 квітня 1945)

## Нагороди
- Залізний хрест 2-го і 1-го класу
- Королівський орден дому Гогенцоллернів, лицарський хрест з мечами
- Нагрудний знак «За поранення» в чорному
- Почесний хрест ветерана війни з мечами
- Медаль «За вислугу років у Вермахті» 4-го, 3-го, 2-го і 1-го класу (25 років)
- Застібка до Залізного хреста 2-го і 1-го класу
- Лицарський хрест Залізного хреста (15 листопада 1941)
- Німецький хрест в золоті (9 жовтня 1942)